# Ex chiesa di San Giacomo de Spada
La ex Chiesa di San Giacomo de Spada era una chiesa cattolica che si trova ad Alcamo, in provincia di Trapani.
Annesso alla chiesa si trovava l’Ospizio dei Pellegrini.

## Storia
La chiesa di San Giacomo de Spada sorse come cappella dedicata al Santo che diede il nome a uno dei più vecchi quartieri di Alcamo; viene citata in due atti notarili  del 1380 e in un documento della Curia Vescovile del 1435.
Costruita prima del 1529, fu ricostruita nel 1571 e nel 1596, ampliata nel 1625-36. Nella chiesa, fine dal punto di vista architettonico, si trovava un altare con il quadro di San Giacomo dove erano rappresentati dei pellegrini in cammino verso il Santuario di Compostela; sui due lati dell'altare erano poste le statue di San Giacomo e Sant'Andrea.
La chiesa, in seguito alla legge del 1866 per la soppressione delle Corporazioni religiose, fu confiscata e data al Comune che dal 1875 al 1968 l'ha utilizzata come sede della Biblioteca Comunale.
Oggi (giugno 2018), dopo gli ultimi restauri, è la sede del Museo degli strumenti musicali multietnici "Fausto Cannone".

## La Confraternita
Dal 1569 ospitò una Confraternita di San Giacomo dei Pellegrini, con lo scopo di assistere i pellegrini, a cui si aggregò quella di San Cristoforo, fondata circa 40 anni prima; a esse fu affidata la gestione di un ospizio di pellegrini che si doveva fondare.
Entrambe ebbero il privilegio della “Fiera franca”, cioè l'esenzione da qualsiasi tributo durante il periodo della festa, per cui il denaro risparmiato, assieme a quelli degli anni successivi, doveva essere utilizzato per l’assistenza dei pellegrini e la costruzione di un ospizio. Siccome i periodi erano quasi coincidenti per le due Congregazioni, questo portò a una lite e alla fusione dei due sodalizi in un'unica Confraternita, elevata poi a Compagnia nel 1619.
I suoi confrati indossavano un sacco di tela di colore turchino, con mantelli e cappelli, e portavano come insegna una croce rossa e un bastone in mano come i pellegrini.
Probabilmente dopo il passaggio a Compagnia, avvenuto nel 1619, portavano (come attesta lo storico alcamese Ignazio De Blasi) "sacco e visiera bianchi, con l'insegna della croce che finisce a spada, propria insegna del glorioso San Giacomo, che portano sulle spalle".

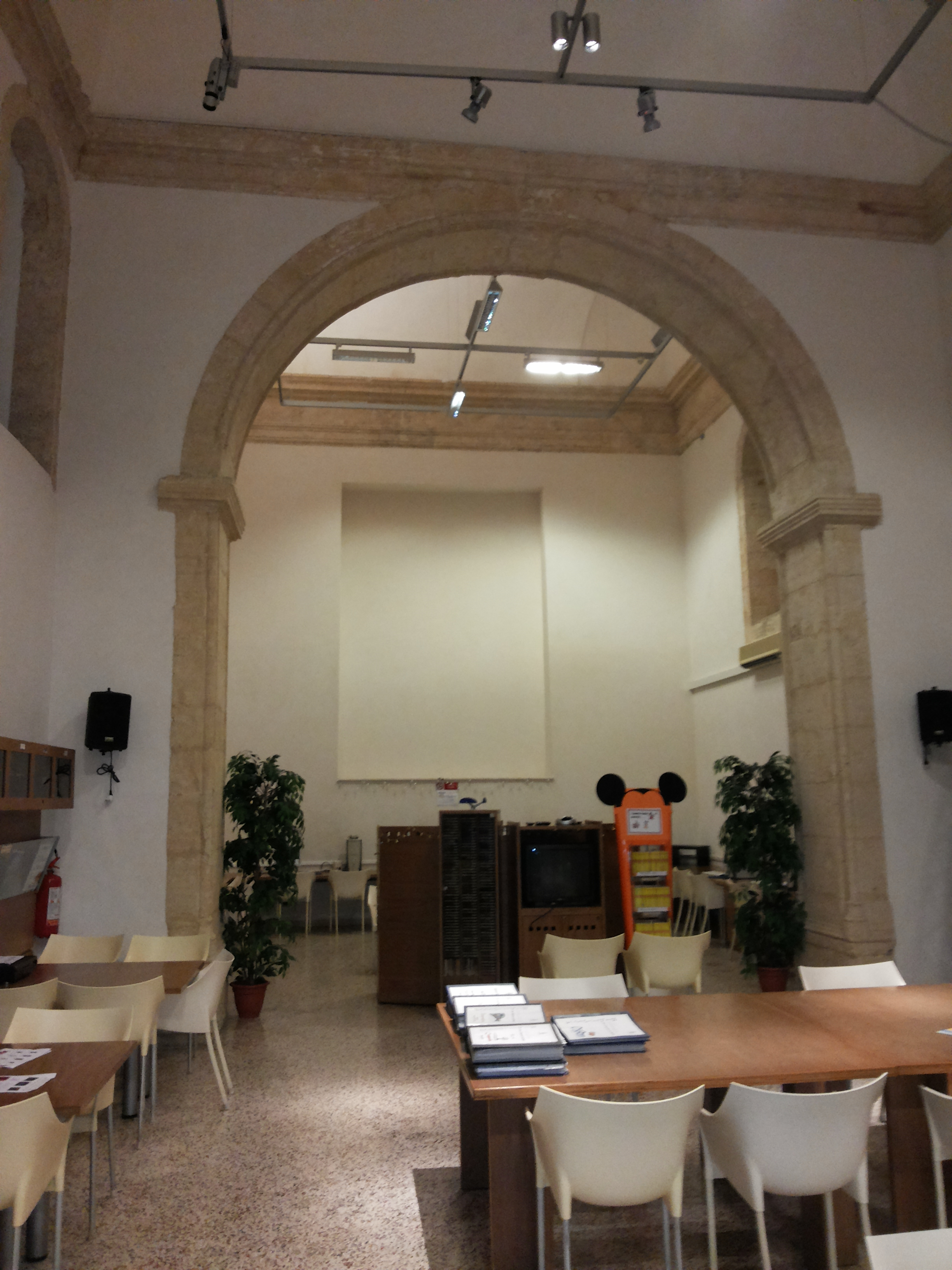
Interno attuale

Nel 1642 fu rinnovato loro il privilegio della Fiera franca  e si costruì, accanto alla chiesa, un Ospizio di pellegrini, in funzione dal 1649 al 1746. e che nel 1649 risultava da completare.
Questi ospizi erano situati nei centri urbani e svolgevano differenti attività, assistendo pure i poveri, gli ammalati, le vedove, gli orfani e i trovatelli, maggiormente quando il numero di pellegrini sulle lunghe distanze si ridusse di molto.
Nel 1749 la Compagnia non gestiva più l'ospizio e probabilmente si sciolse prima del 1820; la Congregazione della Carità, che ne amministrava le rendite finanziarie, considerato che non venivano più alloggiati pellegrini che si recavano o in Terrasanta o nei vari santuari, attribuì quelle rendite al "Ricovero di Mendicità" che doveva essere fondato utilizzando il patrimonio dell'eredità De Blasi Mangione.